# Emirato di Abu Dhabi
Abu Dhabi o, più correttamente, Abu Ẓabiyy (in arabo  أبوظبي‎?, Abū Ẓabiyy, letteralmente "il padre della gazzella"), è uno dei sette emirati che compongono dal 1971 gli Emirati Arabi Uniti, nel sud-est del golfo Persico. È il più grande emirato per superficie con i suoi 73.548 km² (che rappresentano circa l'86% della superficie totale degli Emirati Arabi Uniti), e il secondo per popolazione, dopo Dubai.
Qui hanno sede le compagnie petrolifere, molte ambasciate straniere e il governo federale. I ricavi principali dell'emirato provengono dall'industria e dall'edilizia. Questi ricavi hanno contribuito al 65,5% dell'economia degli Emirati Arabi Uniti nel 2008. Abu Dhabi è anche il nome della città capitale dell'emirato e degli Emirati Arabi Uniti.

## Storia
Antichi resti archeologici ritrovati in Abu Dhabi testimoniano che già nel III millennio a.C. la regione era abitata da pastori nomadi e da pescatori. La moderna Abu Dhabi affonda le sue origini al sorgere di un importante confederazione tribale, i Bani Yas, nel tardo XVIII secolo, che assunsero anche il controllo di Dubai. Nel XIX secolo questa confederazione si spezzò in due rami: quello di Dubai e quello di Abu Dhabi.
Nella metà del XX secolo, l'economia di Abu Dhabi ha continuato ad essere sostenuta principalmente dall'allevamento del cammello, dalla produzione di datteri e verdura nelle oasi nell'entroterra di Al Ain e Liwa, dalla pesca e dalla raccolta delle perle al largo della costa di Abu Dhabi. La maggior parte delle abitazioni ad Abu Dhabi erano costruite con foglie di palma, mentre le famiglie più ricche occupavano capanne di fango. La caduta del settore delle perle, avvenuta nella prima metà del XX secolo, ha creato disagi per i residenti di Abu Dhabi, visto che rappresentava la fonte principale delle esportazioni.
Nel 1958, sotto il regno dello sceicco Shakhbut II bin Sultan Al Nahyan furono trovati i giacimenti di petrolio. In un primo momento, i ricavi del petrolio hanno avuto un impatto marginale. Furono costruiti alcuni edifici in cemento armato e la prima strada lastricata fu completata nel 1961, ma lo sceicco Shakhbut adottò un approccio prudente, preferendo salvare le entrate del petrolio piuttosto che investire nello sviluppo. Suo fratello, lo sceicco Zayed bin Sultan Al Nahyan riteneva che la ricchezza derivante dal petrolio aveva il potenziale per trasformare Abu Dhabi in una grande ed importante città. La famiglia regnante decise che Zayed doveva sostituire il fratello come governante e realizzare la sua visione di sviluppo del paese. Il 6 agosto 1966, con l'aiuto degli inglesi, lo sceicco Zayed diventò il nuovo sovrano.
Il 2 dicembre 1971 l'emirato di Abu Dhabi ottenne l'indipendenza dal Regno Unito e si unì con gli altri emirati degli Stati della Tregua a formare gli Emirati Arabi Uniti.
Dopo che gli emirati ottennero l'indipendenza nel 1971, la ricchezza derivante dal petrolio ha continuato a fluire verso l'area e le tradizionali capanne di mattoni e fango sono state rapidamente sostituite da banche, boutique e grattacieli moderni.

## Geografia fisica

### Territorio

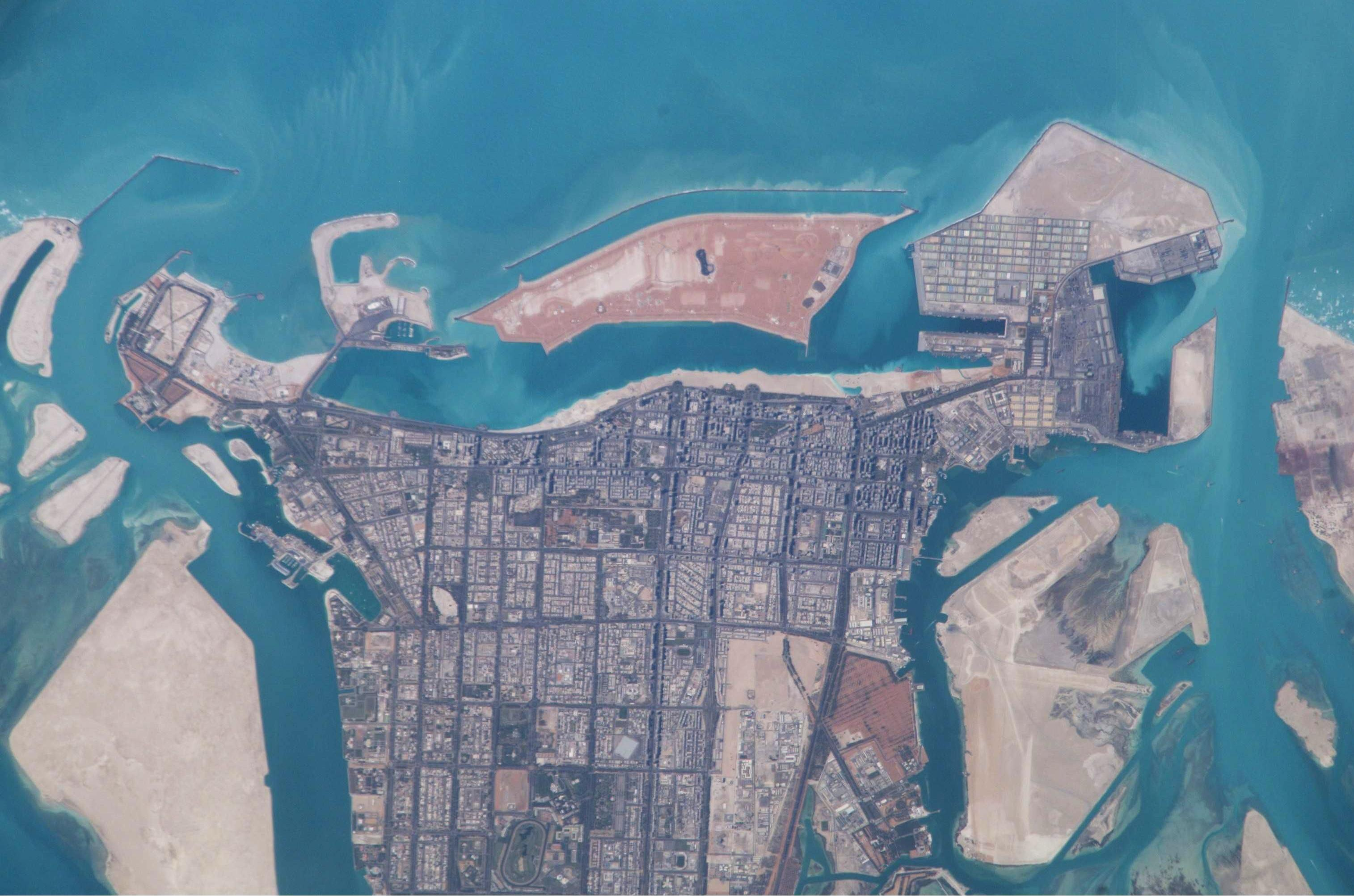
Abu Dhabi dal satellite nel marzo 2003.

L'emirato di Abu Dhabi si trova nella ricca di petrolio e strategica regione del golfo Persico. L'emirato confina con l'Arabia Saudita a sud-ovest, con l'Oman ad est, con l'emirato di Dubai e Sharjah a nord. La sua superficie è di 73.548 km² e ha una popolazione di 9.283.000abitanti. La montagna più alta dell'emirato è la Jebel Hafeet (1.249 m) nei pressi della città di al-'Ayn.

### Clima
I mesi da giugno a settembre sono generalmente caldi e umidi con temperature medie di 43 °C. Durante questo periodo, si verificano tempeste di sabbia, in alcuni casi riducendo la visibilità fino a pochi metri. Il clima è generalmente piacevole da ottobre a maggio. I mesi di gennaio e febbraio sono i più freschi. In questo periodo si possono vedere fitte nebbie in alcuni giorni. La città oasi di al-'Ayn, a circa 150 km di distanza da Abu Dhabi, al confine con l'Oman, registra regolarmente le temperature estive più alte del paese.

### Città principali
Abu Dhabi è la città più moderna dell'emirato.
Altri centri urbani importanti sono al-'Ayn (un agglomerato di diversi villaggi sparsi intorno ad un'oasi nel deserto. Viene chiamata anche la "città giardino" degli Emirati Arabi Uniti), Baniyas e Ruwais.

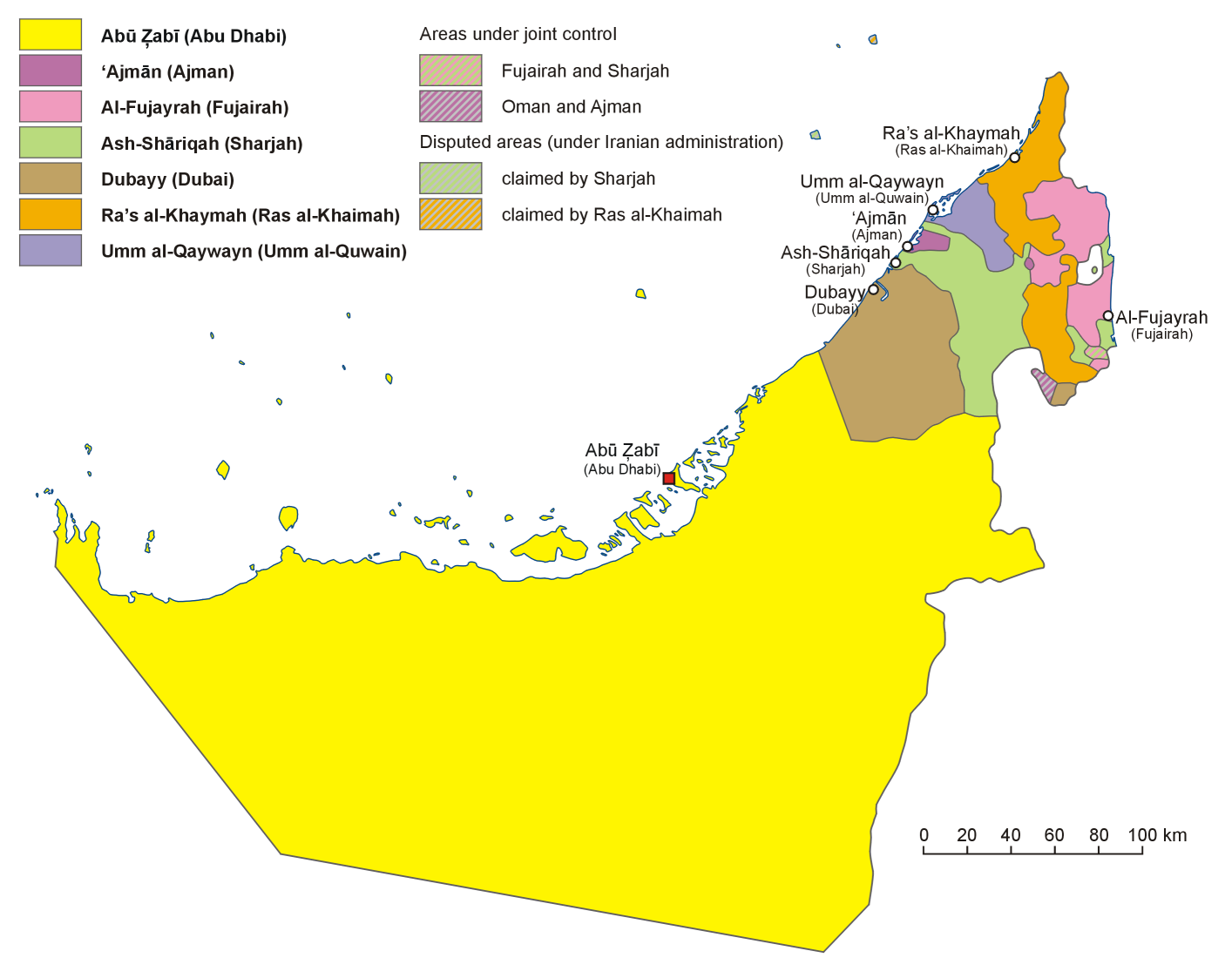
L'emirato di Abu Dhabi (in giallo).

Le città principali sono:
- Abu Dhabi
- Abu al Abyad
- al-'Ayn
- Al-Aryam Island
- Al Mushrif
- Bahrani Island
- Delma
- Habshan
- Khalifa City
- Liwa Oasis
- Marawah
- Mussafah
- Port Zayed
- Ruwais
- Sila
- Sir Bani
- Tarif
- Yas Island

## Politica
Dal 14 maggio 2022 l'emiro di Abu Dhabi e il presidente degli Emirati Arabi Uniti è lo sceicco Mohammed bin Zayed Al Nahyan.

## Emiri
| Regno                               | Nome                                    | Note                              |
| ----------------------------------- | --------------------------------------- | --------------------------------- |
| 1761 - 1793                         | Sheikh Dhiyab bin Isa Al Nahyan         |                                   |
| 1793- 1816                          | Sheikh Shakhbut bin Dhiyab Al Nahyan    |                                   |
| 1816 - 1818                         | Sheikh Muhammad bin Shakhbut Al Nahyan  |                                   |
| 1818 - 18..                         | Sheikh Shakhbut bin Dhiyab Al Nahyan    | Dal 1818 con suo figlio Tahnun    |
| 1818 - aprile 1833                  | Sheikh Tahnun bin Shakhbut Al Nahyan    | Dal 1818 con suo padre Shakhbut   |
| Aprile 1833 - 1845                  | Sheikh Khalifa bin Shakhbut Al Nahyan   | Dal 1833 con suo fratello Sultan  |
| Aprile 1833 - Luglio 1845           | Sheikh Sultan bin Shakhbut Al Nahyan    | Dal 1833 con suo fratello Khalifa |
| Luglio 1845 - settembre 1845        | Sheikh Isa bin Khalid                   | Usurpatore                        |
| Settembre 1845 - dicembre 1845      | Sheikh Dhiyab II bin Isa                | Usurpatore                        |
| Dicembre 1845 - 1855                | Sheikh Sa'id bin Tahnun Al Nahyan       |                                   |
| 1855 - 1909                         | Sheikh Zayed I bin Khalifa Al Nahyan    |                                   |
| Maggio 1909 - ottobre 1912          | Sheikh Tahnoun bin Zayed Al Nahyan      |                                   |
| Ottobre 1912 - 22 agosto 1922       | Sheikh Hamdan bin Zayed Al Nahyan       |                                   |
| 22 agosto 1922 - 4 agosto 1926      | Sheikh Sultan II bin Zayed Al Nahyan    |                                   |
| 4 agosto 1926 - 1º gennaio 1928     | Sheikh Saqr bin Zayed Al Nahyan         |                                   |
| 1º gennaio 1928 - 6 agosto 1966     | Sheikh Shakhbut II bin Sultan Al Nahyan |                                   |
| 6 agosto 1966 - 2 novembre 2004     | Sheikh Zayed II bin Sultan Al Nahyan    |                                   |
| dal 2 novembre 2004- 13 maggio 2022 | Sheikh Khalifa bin Zayed Al Nahyan      |                                   |
| dal 14 maggio 2022 - in carica      | Sheikh Mohammed bin Zayed Al Nahyan     |                                   |

## Economia
L'economia dell'emirato si basa quasi esclusivamente sull'industria petrolifera, sfruttando i suoi giacimenti scoperti nel 1959. Produce annualmente circa 100 milioni di tonnellate di petrolio. Dal 2009 è sede di un Gran Premio di Formula 1 su un tracciato ricavato sull'isola di Yas.

### Trasporti
L'Abu Dhabi International Airport e il Al Ain International Airport servono l'emirato. I taxi sono il mezzo principale di trasporto in città, anche se gli autobus pubblici sono comunque disponibili, ma per lo più utilizzati dalla popolazione a basso reddito. Ci sono linee di autobus dalla capitale alle città vicine, come Baniyas, Habashan e la "città-giardino" di Al Ain. Nel 2005 fu inaugurato una nuova tratta di autobus che collega direttamente Abu Dhabi alla città commerciale di Dubai, su un percorso lungo circa 160 km.